# Amaranth (kislemez)
Az Amaranth címet viseli a Nightwish hatodik albumát, a Dark Passion Playt megelőző második kislemez. A kislemez 2007. augusztus 22-én jelent meg a Spinefarm Recordsnál.

## Számlista

### CD 1
| # | Cím                           | Hossz | Megjegyzés                                                    |
| - | ----------------------------- | ----- | ------------------------------------------------------------- |
| 1 | Amaranth                      | 03:57 | A szám videóklipje A sebesült angyal festmény motívumára épül |
| 2 | Reach                         | 03:57 | Az Amaranth demo verziója, Marco énekel                       |
| 3 | Eva (Orchestral Version)      | 04:28 |                                                               |
| 4 | While Your Lips Are Still Red | 04:22 | Marco és Tuomas saját dala                                    |

### CD 2
| # | Cím                           | Hossz | Megjegyzés                       |
| - | ----------------------------- | ----- | -------------------------------- |
| 1 | Amaranth (Orchestral Version) | 03:51 |                                  |
| 2 | Eva (Demo Version)            | 04:18 | Az Eva dal demója, Marco énekel. |